# Водиці-при-Сливниці
Водиці-при-Сливниці (словен. Vodice pri Slivnici) — поселення в общині Шентюр, Савинський регіон, Словенія. 
Висота над рівнем моря: 346,2 м.